# Luís III, Príncipe de Condé
Luis III de Bourbon-Condé (Paris, 18 de outubro de 1668 – Paris, 4 de maio de 1710), nasceu no Hotel de Condé em Paris, e recebeu os títulos de Duque de Bourbon e Montmorency, mais tarde recebeu o de Duque de Enguien, e com a morte de seu pai se tornou Príncipe de Condé, conde de Sancerre e de Charolais.
Era filho de Henrique II de Borbón-Condé (1643-1709), príncipe de Condé, e da princesa palatina Ana Henriqueta da Baviera (1648-1723).
Luís foi: Cavaleiro do Espírito Santo (1686), Coronel de infantaria (1686), Marechal de campo (1690) e Tenente geral (1692). Conservou a herança de seu pai, mas teve que lutar com o Duque de Orleães, pelo título de Monsieur le Prince, que seu filho Luís Henrique abandonou.
Luís III morreu em 4 de maio de 1710, após um derrame cerebral (apoplexia fulminante)

## Casamento e Posteridade
Se casou em 24 de maio de 1685 com Luisa Francisca de Bourbon, Mademoiselle de Nantes, filha legitimada de Luís XIV de França e Madame de Montespan. Deste casamento nasceram:
1. Maria Ana Gabriela Eleonora de Bourbon (1690-1760; Abadessa de Saint-Antoines-des-Champs
2. Luís Henrique de Bourbon (1692-1740); Duque de Bourbon e Príncipe de Condé
3. Luísa Isabel de Bourbon (1693-1775); Princesa de Conti com Luis Armando
4. Luísa Ana de Bourbon (1695-1768); Mademoiselle de Charolais
5. Maria Ana de Bourbon (1697-1741); Mademoiselle de Clermont, Duquesa de Joyeuse com Luis de Melun
6. Carlos de Bourbon (1700-1760); Conde de Charolais
7. Henriqueta Luisa Maria Francisca Gabriela de Bourbon (1703-1772); Mademoiselle de Vermandois, Abadessa de Beaumont-lès-Tours
8. Isabel Alexandrina de Bourbon (1705-1765); Mademoiselle de Sens
9. Luís de Bourbon (1709-1771); Conde de Clermont, Abade de Saint-Germain-des-Près